# Včelí vosk

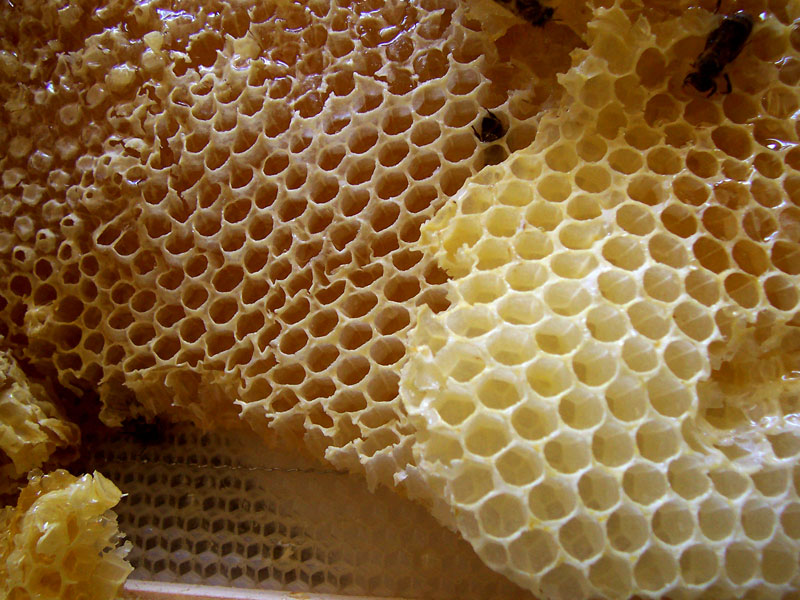
Včelí dílo

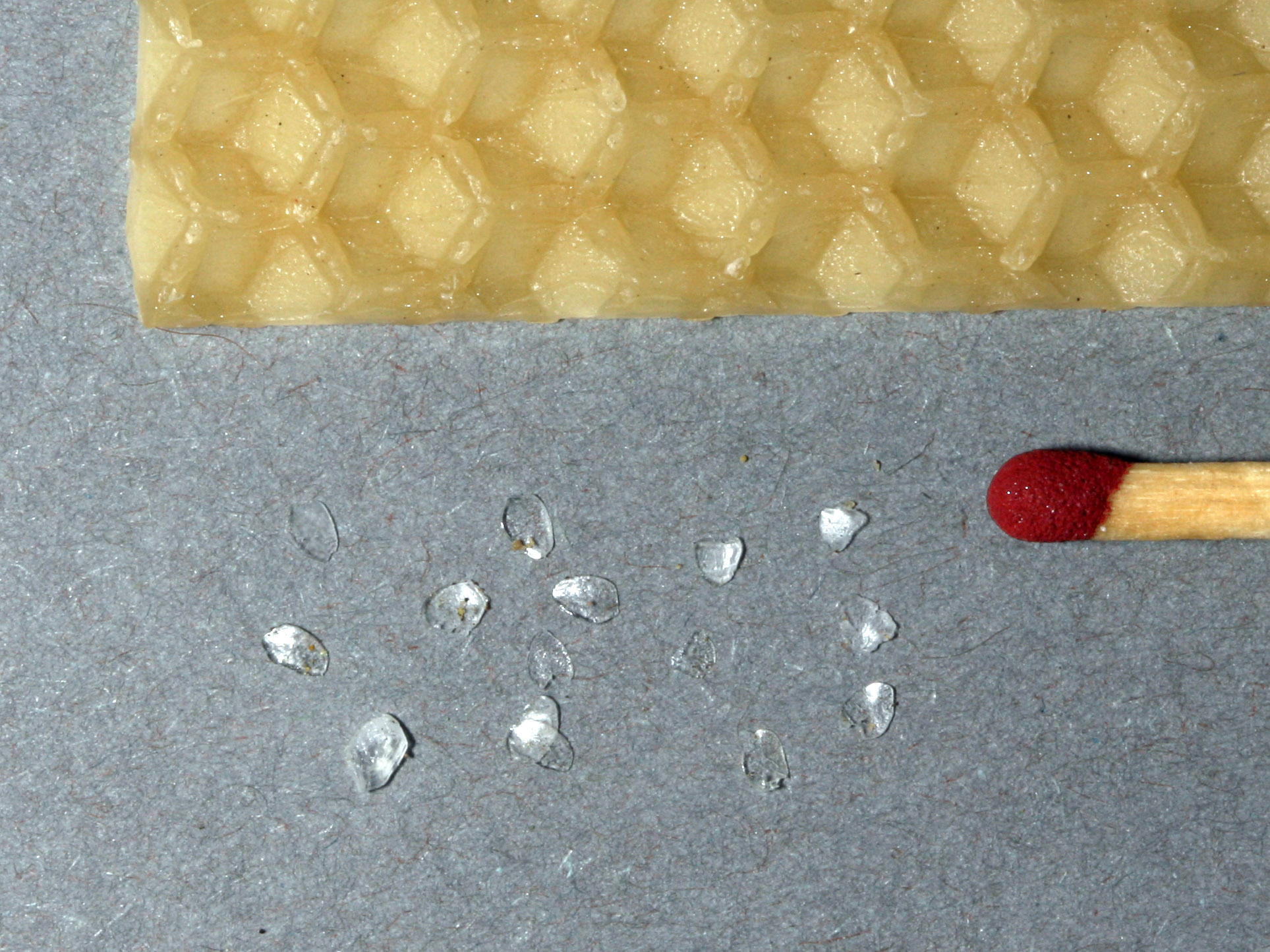
Nahoře okraj vylisované voskové mezistěny, dole čerstvě vyprodukované voskové šupinky

Včelí vosk (kód přídatné látky E901) je přirozený produkt, který vzniká metabolickou přestavbou medu a pylu v těle některých druhů včel. U včely medonosné je producentem dělnice, zpravidla mezi 12. až 18. dnem svého života.

## Vosk fyziologicky

### Vznik
Při tvorbě díla včela doslova potí vosk na voskových zrcátkách na spodní straně 3.–6. článku (tergit) zadečku. Chitinová stěna zrcátek je perforovaná mikroskopickými otvory, jimiž po zvýšené námaze tryská sekret jako čerstvý vosk. Na vzduchu tuhne a ve formě šupinky přebírá anatomický tvar zrcátka. I když se šupinka odloupne, zůstává částečně zasunutá pod přečnívajícím okrajem sousedního článku zadečku.
Hmotnost jedné, 0,5 mm silné, šupinky se pohybuje v rozmezí 0,8–2 mg. Energetická (metabolická) náročnost u produkce vosku je vysoká. Ke vzniku 1 kg vosku včely spotřebují 3,5–10 kg medu a kolem 50 g pylu.

### Zpracování
Včela šupinku podle potřeby sbírá kartáčkem třetího páru noh a zpracovává kusadly. Vzniká bílá tvarohovitá hmota. Působením slin se stává vláčnou za předpokladu, že teplota prostředí je 33 °C až 36 °C.
Nové voskové dílo včely zakládají tím způsobem, že se zavěsí na strop obývané dutiny a zaklesnuté nožkami jedna do druhé vytvoří jakýsi živý závěs. V této poloze kolektivně zpracovávají produkovaný vosk a společně hnětou stěnu díla. (V úlech budují včely dílo na předem lisovaných voskových mezistěnách. Mezistěny podle potřeby a v požadované velikosti vkládá do úlu včelař).
Nové voskové dílo má bíložlutou barvu. Včelařská odborná terminologie ho označuje termínem panenská souš. Každá vylíhlá včela zanechá v buňce košilku - dílo díky tomu mění barvu a postupem času tmavne přes odstín propečené žemle až k tmavohnědé. Několikaleté plásty jsou zčernalé.

## Vlastnosti

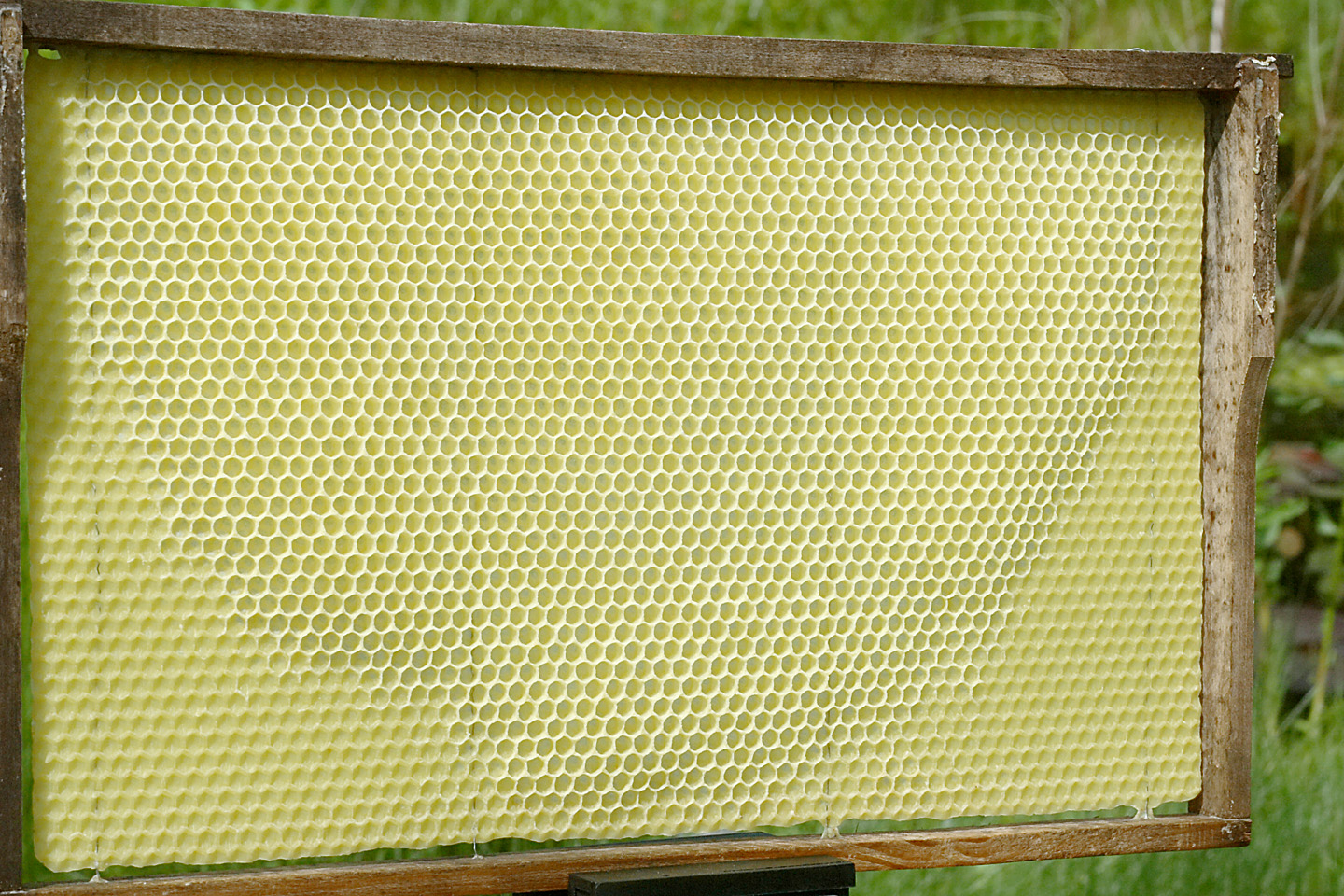
rozestavěné dílo na lisované mezistěně

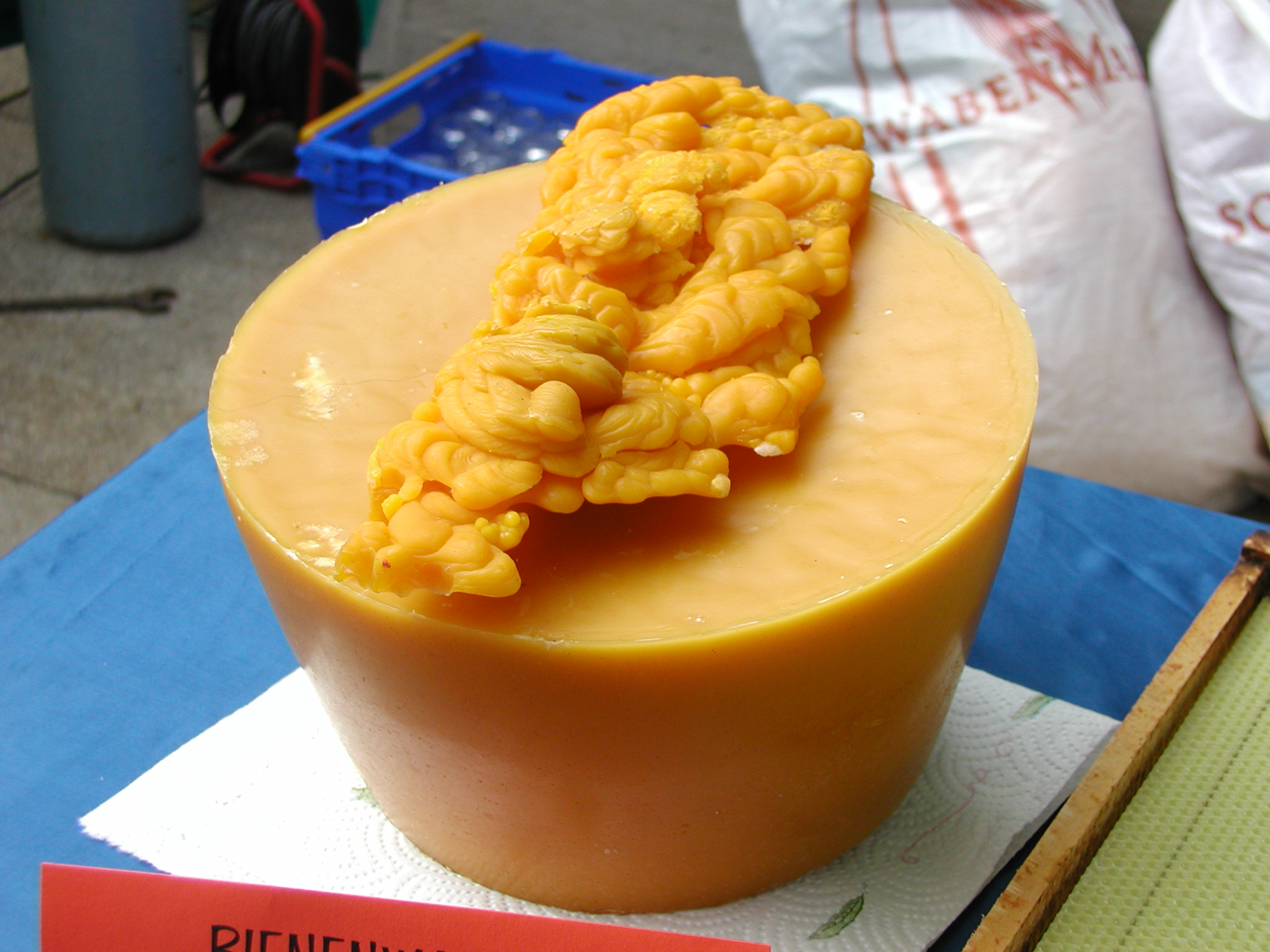
Vytěžený včelí vosk

Relativní permitivita εr je 2 až 2,9.
Bod tání 62-63 °C

### Využití
Včelí dílo, což jsou ploché desky opatřené z obou stran hustou sítí šestibokých buněk, je včelstvem využito:
- k uskladnění zásob medu a pylu,
- k vývoji včelího plodu – raná vývojová stádia nových jedinců (vajíčko, larva, kukla)
- prázdné dílo (souše) v okrajových partiích úlu resp. v dutině stromu slouží jako tepelná izolace

### Včelařské názvosloví
Pro včelí dílo užívají včelaři ustálené názvosloví:

je-li vystavěno na mezistěně:
- dílo s prázdnými buňkami – souš
- dílo zaneseno medem, pylem či plodem – plást
- odřezky plástů nebo souší ke zpracování – voští
- dílo čerstvé ještě "nepoužité" – panenské dílo

stavba ve volném prostoru bez mezistěn:
- divočina
- je-li divočina zanesena medem, pylem nebo plodem – strdí

## Vosk chemicky
Vosk obsahuje až 284 různých složek. Ne všechny byly identifikovány, ale asi 111 z nich jsou látky těkavé. Z kvantitativního hlediska jsou nejvýznamnější monoestery a diestery nasycených a nenasycených uhlovodíků, volných mastných kyselin a hydroxypolyesterů.
Hlavními složkami jsou alkylestery mastných kyselin (zejména myricylester kyseliny palmitové), hlavní kyselinou je kyselina cerotová a neocerotová, hlavními alkoholy jsou myricylalkohol a cerylalkohol.
| Frakce | Podíl frakce (%) | Počet složek ve frakci | Počet složek ve frakci | Poznámka |
| Frakce | Podíl frakce (%) | hlavní                 | vedlejší               | Poznámka |
| --- | ---------------- | ---------------------- | ---------------------- | --- |
| Uhlovodíky | 14               | 10 (5)                 | 66                     | nasycené uhlovodíky C13-39 (cca 66%) cis-alkeny C31-33 rozvětvené uhlovodíky nemetabolizovatelné běžnými mikroorganismy                           |
| Monoestery | 35               | 10 (7)                 | 10                     | hlavně kyselina palmitová s C24-32 alkoholy |
| Diestery | 14               | 6(5)                   | 24                     | obsahují kyselinu 15-hydroxypalmitovou vázanou α, ω 1-dioly s palmitovou nebo nenasycenou kyselinou                                               |
| Triestery | 3                | 5                      | 20                     | obsahují 2 hydroxykyseliny nebo hydroxykyselinu s diolem uprostřed                                                                                |
| Hydroxymonoestery | 4                | 6 (1)                  | 20                     | estery diolu s kyselinou nebo hydroxykyselinou s jednosytným alkoholem (C40-50) hydroxypolyestery mají větší molekulovou hmotnost a délku řetězce |
| Hydroxypolyestery | 8                | 5                      | 20                     | estery diolu s kyselinou nebo hydroxykyselinou s jednosytným alkoholem (C40-50) hydroxypolyestery mají větší molekulovou hmotnost a délku řetězce |
| Estery kyselin | 1                | 7                      | 20                     | hl. estery kys. 15-hydroxypalmitové s C32-44 |
| Polyestery kyselin | 2                | 5                      | 20                     | dtto, ale řetězec je delší |
| Volné kyseliny | 12               | 8(3)                   | 10                     | hlavně C24, méně C26 a C28 |
| Volné alkoholy | 1                | 5                      | ?                      | |
| Neidentifikované | 6                | 7                      | ?                      | |
| Celkem | 100              | 74                     | >210                   | |
| Poznámka: Hlavní složky jsou ty, které tvoří více než 1 % z dané frakce. Číslo v závorce udává počet frakcí tvořících alespoň 1 % ze všech frakcí vosku. Vedlejší složky tvoří méně než 1 % dané frakce. |                  |                        |                        | |

## Význam pro člověka

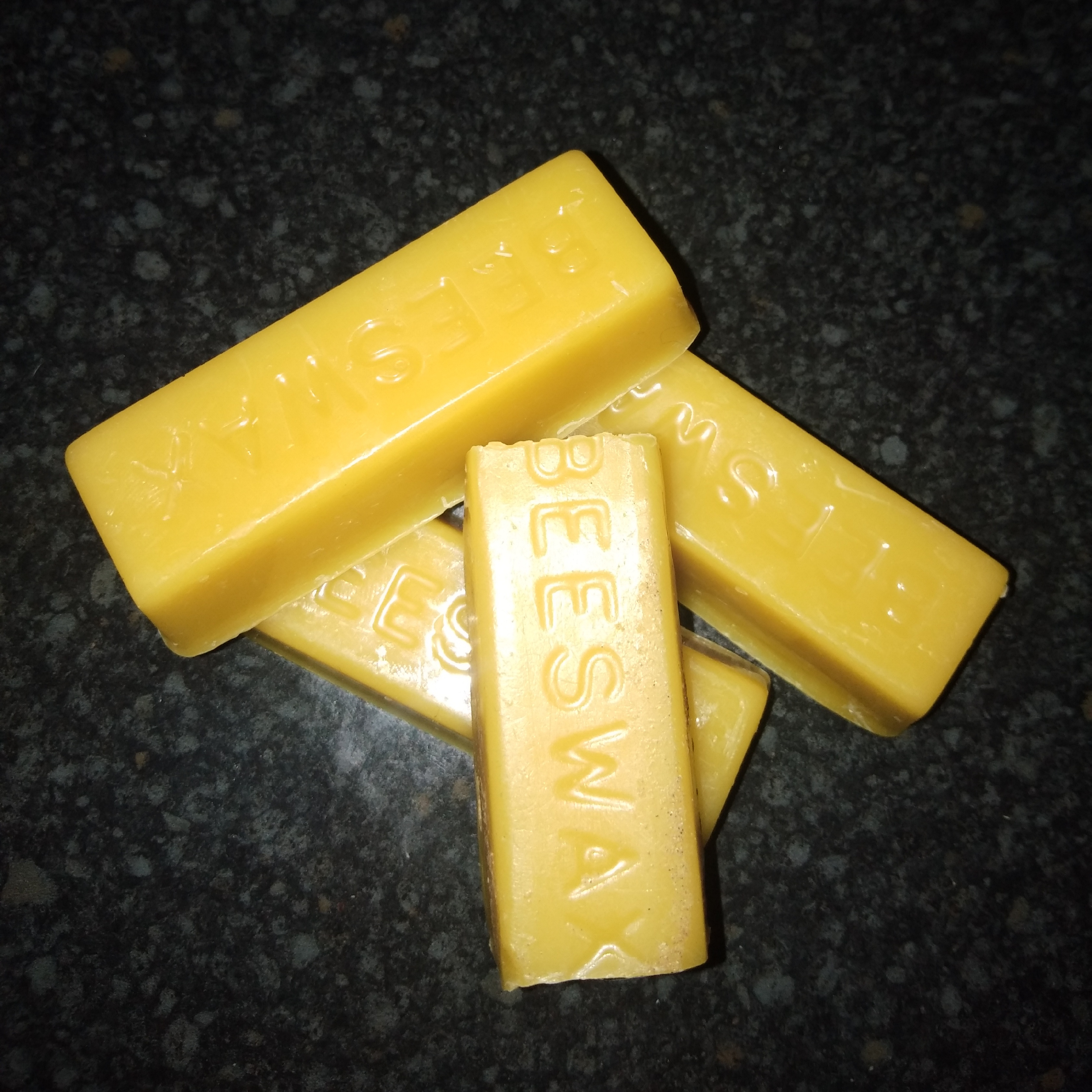
Cihličky vyčištěného včelího vosku - určené k dalšímu zpracování

### Historie
Experimentální archeologie i znalosti o dobové metalurgii ukazují, že vosk byl od nejstarších dob využíván při výrobě forem na odlévání kovových předmětů i dnes používanou technologií „na ztracený vosk“.

#### Starověk
Ve starověkém Egyptě našel vosk uplatnění v malbě (enkaustika), při povrchové úpravě dřeva, hlazení kamene a v kosmetice.
Avicenna znal včelí vosk a dělil jej na světlý (vlastní vosk) a černý (propolis). V antickém Římě byl vosk používán i jako platidlo.

#### České země
Zmínky o strdím oplývajících českých zemích je z 10. století.
Český kníže Boleslav II. v roce 993 uložil včelařům daň ve formě odvodu vosku ve prospěch nově zřízeného břevnovského kláštera. Dochoval se opis klášterní listiny v kodexu Gustava Fridricha I., v němž je zmíněna cihla vosku k osvětlování břevnovského kostela.
Vosk je uveden v tzv. raffelstettenském celním řádu jako zboží vyvážené z Čech. Zejména za panování císaře Karla IV. byl vosk součástí daňových odvodů jako důležitá surovina pro výrobu voskovic – luxusního zboží středověku.

### Význam v současnosti
- farmaceutický průmysl – v potahové látce tablet, snižuje rychlost rozpouštění léčiva a prodlužuje jeho účinnost, balzám na rty
- medicína – součástí sterilní směsi (Horsleyho vosk) tmelící látky při operacích lebeční kosti
- kosmetický průmysl – příměs krémů a
- kovoprůmysl – konzervace především zbrojních systémů
- lehký průmysl – impregnace dřeva, leštění obuvi, speciální nátěrové hmoty
- svíčkařské řemeslo – obnovené tradiční složení svíček
- malířství – enkaustika
- sochařství – ceroplastika
- kovolitectví, šperkařství – výroba kovoliteckých forem technologií „na ztracený vosk“
- restaurátorství – součást dobových technologií při restaurování historických předmětů
- potravinářství – je uváděn pod značkou E901 (například lesklý povrch lentilky)